# 恵運院 (甲府市)
恵運院（えうんいん）は、山梨県甲府市にある曹洞宗の寺院。

## 歴史
創建年代は不明である。当初は真言宗の寺院であったが、戦国時代中期に甲斐国の戦国大名武田信縄によって中興され、自分の菩提寺とした。
信縄の子の信虎は、現在の長野県東御市にある定津院から雪田宗岳を招聘して住職にし、寺領を寄進している。当院には武田信廉（信虎の子、信玄の弟）による雪田宗岳の肖像画が残されている。
江戸時代は梅の観光名所として知られていた。そのうちの一つは信玄お手植えの梅とされている。
境内には、信縄の墓がある。

## 文化財
- 絹本著色雪田和尚画像（山梨県指定有形文化財 昭和42年8月7日指定）[3]
- 恵運院文書（甲府市指定文化財 昭和60年5月14日指定）[4]

## 交通アクセス
- 甲府昭和ICより車20分。